# Casas de Don Gómez (kommun)
Casas de Don Gómez är en kommun i Spanien.   Den ligger i provinsen Provincia de Cáceres och regionen Extremadura, i den centrala delen av landet, 250 km väster om huvudstaden Madrid. Antalet invånare är 332.